# Adolf von Harnack
Adolf Von Harnack (Dorpat, Livònia, 1851 - Heidelberg, 10 de juny de 1930) fou un teòleg luterà alemany.
Estudià a les universitats de Dorpat i Leipzig. Fou posteriorment professor de les Universitats de Leipzig, Giessen i Berlín. També fou director de la Theologische Literaturzeitung i de la Biblioteca Real de Berlín. Criticà el mètode de la mitologia comparativa “que troba una vinculació causal entre tot i tot lo demés...” Fou un autor de l'Escola liberal, des del racionalisme. Contribuí a la recerca del Jesús històric.
D'acord amb l'esperit racionalista-positivista de la seva època, Harnack presumir de conèixer l'evangeli original de Jesús emprant el mètode históric-crític.
Segons Harnack, els teòlegs del segle ii van cometre l'error d'intentar racionalitzar l'evangeli de Jesús. Per ell, l'evangeli es redueix a l'anunci de l'arribada del regna, de la paternitat de Déu, la dignitat del ser humà, i del manament de l'amor. Qualsevol altra afirmació té el seu origen en infiltracions gregues. Segons Harnack, el dogma seria "una construcció de l'esperit grec sobre el fonament de l'evangeli".
A partir de Harnack, les seves tesis han suposat una gran influencia, i han estès una idea de la "hel·lenització del cristianisme" de connotacions profundament negatives.

## Obres
- Lehrbuch der Dogmengeschichte (1885)
- Grundriss der Dogmengeschichte (1889)
- Das Apostolische Glaubensbekenntnis. Ein geschichtlicher Bericht nebst einer Einleitung und einem Nachwort (1892)
- Geschichte der altkirchlichen Literatur bis Eusebius (1893)
- Das Wesen des Christentums (1900)
- Die Mission und Ausbreitung des Christentums in den ersten drei Jahrhunderten (1902)
- Beitrage zur Einleitung in das neue Testament (1906)
- “Les dites de Jesús” (1908)